# Hautot-sur-Seine
 Hautot-sur-Seine  es una población y comuna francesa, en la región de Normandía, departamento de Sena Marítimo, en el distrito de Rouen y cantón de Grand-Couronne.

## Demografía
| 224 | 198 | 193 | 189 | 302 | 265 | 278 | 253 | 251 | 223 | 192 | 187 | 188 | 194 | 197 | 172 | 182 | 181 | 169 | 172 | 164 | 145 | 132 | 137 | 136 | 185 | 220 | 206 | 207 | 223 | 278 | 360 | 352 | 355 | 346 | 352 | 358 | 364 | 365 | 363 | 378 | 393 | 408 |
| Para los censos de 1962 a 1999 la población legal corresponde a la población sin duplicidades (Fuente: INSEE [Consultar]) |     |     |     |     |     |     |     |     |     |     |     |     |     |     |     |     |     |     |     |     |     |     |     |     |     |     |     |     |     |     |     |     |     |     |     |     |     |     |     |     |     |     |